# Claude Piard
Pour les articles homonymes, voir Piard.
Claude Piard, né le 5 mars 1940 à Argenteuil (Val-d'Oise), est un didacticien, historien du sport et militant associatif français. Maître de conférences en éducation physique et sportive (1991-2001), il est notamment l'auteur d'ouvrages sur la gymnastique.

## Biographie
Né le 5 mars 1940 à Argenteuil, en Seine-et-Oise, Claude Piard entre au patronage paroissial de la Saint-Georges d'Argenteuil à l'âge de dix ans comme gymnaste. Plus tard, devenu moniteur, il y rencontre Roseline, une gymnaste qu'il entraîne, qui devient sa femme en 1965 et avec qui il a trois enfants. Parallèlement à son parcours professionnel, il s'engage dans le militantisme associatif à différents niveaux (local, régional et national).

## Enseignement secondaire
Après des études secondaires au lycée Chaptal de Paris (1954-1958), poursuivies au centre régional d'éducation populaire et de sport de Bretagne (CREPS) de Dinard (1958-1959), à l'institut régional d'éducation physique (IREP) de Paris (1959-1960), puis à l’école normale supérieure d’éducation physique (ENSEP) de Joinville-le-Pont (1960-1963), il est nommé professeur coordonnateur du lycée d'État mixte d’Argenteuil, où il enseigne de 1963 à 1972. À la demande de l'inspection pédagogique d'éducation physique, il est chargé de mener, dans le cadre de l'application des instructions officielles de 1967, une expérience pédagogique sur l'enseignement programmé de la gymnastique. Celle-ci fait l'objet de publications dans la revue Éducation physique et sports de 1969 à 1972 où son ouvrage Fondements de la gymnastique est également recensé en janvier 1983. Dans ce cadre, il contribue également, sous la direction de Pierre Blois, à l'élaboration de l'ouvrage collectif Mini-enchaînements, publié en 1973.
Il réintègre sur concours, en 1972, l’ENSEP à Châtenay-Malabry pour deux années de formation complémentaire qui débouchent, en 1974, sur la soutenance d’une première thèse pour le doctorat de 3e cycle ès sciences de l'éducation à l'université Paris VII, sous la direction de Pierre Fougeyrollas. Pendant cette période, il participe aux jurys des épreuves écrites et orales du certificat d'aptitude au professorat d'éducation physique et sportive (CAPEPS), dont il est lui-même titulaire, à diverses commissions, expériences pédagogiques, groupes de travail et à la formation continue des enseignants.

## Enseignement supérieur
En septembre 1974, il intègre l’université Paris X - Nanterre, où il poursuit sa carrière comme professeur d'éducation physique certifié, puis agrégé et, à partir de 1991, en qualité de maître de conférences, après une thèse pour le doctorat d’État ès lettres et sciences humaines intitulée La Didactique des activités gymniques en milieu associatif et scolaire, et soutenue à l’université Paris X sous la direction de Daniel Hameline. Il est à l’origine de l’habilitation d’un cursus professionnel — diplôme d’études universitaires scientifiques et techniques (DEUST) suivi de licence et maîtrise professionnelles — et occupe divers postes de responsabilité :
- directeur-adjoint de l’institut universitaire professionnalisé (IUP) d’ingénierie du management de Paris X, responsable de l'option « métiers du sport » ;
- directeur du service universitaire de formation des maîtres (SUFOM) de Paris X de 1988 à 1994[10] ;
- directeur pédagogique, puis directeur de 1994 à 1997 de l’unité de formation et de recherche en sciences et techniques des activités physiques et sportives[4],[3] (UFRAPS) de Paris X ;
- directeur d'études chargé de la recherche à l’institut universitaire de formation des maîtres (IUFM) de Versailles de 1997 à 2001[11], puis coordinateur de la recherche en éducation des IUFM franciliens  auprès de l'institut national de la recherche pédagogique[11] (INRP).

Il termine  sa carrière comme maître de conférences hors classe de l’université Paris X - Nanterre en septembre 2001,.

## Engagements associatifs
Promu cadre technique de gymnastique masculine FSCF à la suite de son intégration de l’ENSEP, Claude Piard fonde en 1962 — et anime pendant 10 ans — l'Amicale des moniteurs de l'union régionale de Seine-et-Oise (URSO). Celle-ci ne survit pas à la création de la ligue d'Île-de-France et disparaît au milieu des années 1970. En 1964, après son entrée dans la vie active, il est sollicité pour étendre son engagement sur le plan national par la commission fédérale féminine de la Fédération sportive et culturelle de France (FSCF) qui lui confie la coresponsabilité de l’équipe fédérale de gymnastique sportive féminine et la formation de ses cadres,. Il contribue à la réforme des cursus de formation et des programmes compétitifs jusqu’à son retrait en 1982. À partir de 1965, il publie régulièrement dans le bulletin fédéral Les Jeunes une série d'articles techniques qui sont à l'origine, en 1968, de son premier ouvrage, Gymnastique féminine, finalisé en collaboration avec son épouse Roseline.
Il est aussi secrétaire général du comité départemental olympique et sportif du Val-d’Oise,, (CDOS 95) jusqu'en 2013. Il est secrétaire général du centre départemental de formation et d'animation sportives du Val-d'Oise (CDFAS)[réf. souhaitée], vice-président du comité départemental de la Fédération française des médaillés de la jeunesse, des sports et de l'engagement associatif et secrétaire général adjoint du comité français Pierre-de-Coubertin dont il est élu vice-président le 14 juin 2017, chargé de la recherche et des publications.
Dans le cadre de sa participation aux travaux de la commission nationale « Histoire et patrimoine de la FSCF »,, il contribue à l'encyclopédie en ligne Wikipédia, jusqu'en 2016.

## Publications

### Traductions
- Tony Smith (trad. de l'anglais par Nathalie Bardin, Patricia Bellouin et Christian Debrie, sous sa direction), Biomécanique et Gymnastique [« Gymnastics: A Mechanical Understanding »], Paris, PUF, coll. « Pratiques corporelles », 1991 (1re éd. 1982), 207 p. (ISBN 2-13-043031-7 et 9782130430315, BNF 36652440)[4]
- Akitomo Kaneko (trad. avec Marie-Thérèse Grossetête), Gymnastique olympique [« Taisô kyôgi danshi danshihen »], Paris, Vigot, coll. « Sport + enseignement  (ISSN 0339-2015) » (no 35), 1980 (1re éd. 1971), 250 p., GV460.2 [SUDOC 000457450] (BNF 34669818)

### Ouvrages
- Avec Roseline Piard, Gymnastique féminine, Paris, Amphora, 1968 (réimpr. 1971, 1974), 228 p. (BNF 33135496)
- Agrès masculins, Paris, Amphora, 1968, 191 p. (BNF 33135495)
- Avec Roseline Piard, Gymnastique scolaire : du primaire au secondaire, Paris, Amphora, 1972 (réimpr. 1976, 1978), 207 p. (BNF 35398065)
- Acrobatie au sol et saut de cheval (ill. de l'auteur), Paris, Amphora, 1973, 132 p. (BNF 35398670)
- Vers une nouvelle politique sportive : sport pour tous, dernière chance des fédérations (thèse de doctorat ès sciences de l'éducation remaniée), Paris, Amphora, 1974, 114 p. (BNF 34551347)
- La Gymnastique sportive féminine, Paris, Vigot, coll. « Sport + enseignement », 1978 (réimpr. 1981, 1984), 264 p. (ISBN 2-7114-0746-2, BNF 34609843)  — traduit en espagnol.
- Fondements de la gymnastique[5] : technologie et pédagogie, Paris, Vigot, coll. « Sport + enseignement », 1982 (réimpr. 1989), 177 p. (ISBN 2-7114-0848-5, BNF 34686593)  — traduit en espagnol.
- Gymnastique et enseignement programmé : applications au lycée et au collège, Paris, Vigot, coll. « Sport + initiation », 1990, 224 p. (ISBN 2-7114-1140-0, BNF 36203207)
- Science et technique de l'éducation gymnique (thèse d’État ès lettres et sciences humaines remaniée), Paris, Presses universitaires de France, coll. « Pratiques corporelles », 1992, 243 p. (ISBN 2-13-044833-X, BNF 36661580)
- Éducation gymnique féminine : apprendre à créer, Paris, Vigot, coll. « Sport + enseignement », 1994, 147 p. (ISBN 2-7114-1979-7, BNF 36150191)
- Réflexions sur le socio-cognitivisme, Lyon, Voies livres, coll. « Se former + » (no s43), septembre 1994, 16 p., tiré du n°43 de Se former + : pratiques et apprentissages de l'éducation,  (ISSN 1157-3619), [SUDOC 166046124] (OCLC 757679411)  — à propos de Lev Vygotski.
- Où va la gym' ? : l'éducation physique à l'heure des STAPS, Paris et Montréal, L’Harmattan, coll. « Espaces et temps du sport », 2000, 171 p. (ISBN 2-7384-9242-8, BNF 37116213)
- Éducation physique et sport : petit manuel d’histoire élémentaire, Paris, Budapest et Turin, L’Harmattan, coll. « Espaces et temps du sport », 2001, 123 p. (ISBN 2-7475-1744-6, BNF 37716034)
- Avec Jaoued Bouslimi, Psychopédagogie des adolescents, Paris, Budapest et Turin, L’Harmattan, coll. « Adolescences, sport et cultures », 2002, 160 p. (ISBN 2-7475-2969-X, BNF 38904034)
- Dir. avec Frédéric Ouvrard, Sport, éducation et société : les associations, 100 ans après, Paris, L'Harmattan, coll. « Espaces et temps du sport », 2002, 80 p. (ISBN 2-7475-2731-X, BNF 38920421)
- Cent vingt-cinq ans avec un patro de banlieue : la Saint-Georges d'Argenteuil, 1884-2009, Paris, L’Harmattan, 2009, 93 p. (ISBN 978-2-296-07636-5, BNF 41429440)
- Cent trente ans avec un patro de banlieue : la Saint-Georges d'Argenteuil, 1884-2014, Paris, L’Harmattan, 2014, 98 p. (ISBN 978-2-343-04204-6, BNF 43895393)  — édition revue et augmentée de Piard 2009.
- Laurent Bosquet (dir.), Alain Junqua (dir.) et Claude Piard (dir.) (postface Yves Touchard), Le Sport au service de l'éducation et des connaissances, Paris, Éditions EP&S, coll. « Recherche et Formation », 2016, 142 p. (ISBN 978-2-86713-510-1, BNF 45057972)
- Comité français Pierre de Coubertin, Le sport français sous la IIIe République : des hommes et des institutions (textes recueilis par Claude Piard), t. 1, Paris, L'Harmattan, coll. « Héritage et mémoire des associations », 2019, 224 p. (ISBN 978-2-343-17877-6, BNF 45792977)
- Comité français Pierre de Coubertin, Le sport français sous la IIIe République : la Grande guerre et ses suites (textes recueilis par Claude Piard), t. 2, Paris, L'Harmattan, coll. « Héritage et mémoire des associations », 2019, 198 p. (ISBN 978-2-343-18010-6, BNF 45792977)
- Comité français Pierre de Coubertin, L'aventure olympique : les autres jeux (textes recueilis par Claude Piard), Paris, L'Harmattan, coll. « Héritage et mémoire des associations », 2021, 192 p. (ISBN 978-2-343-24333-7, BNF 46908993)

## Accueil de ses travaux
En 2008 une trentaine d'experts mandatés par l'Institut national de la santé et de la recherche médicale (INSERM), ayant œuvré de 2004 à 2007 sous la houlette du ministère de la Ville, de la Jeunesse et des Sports, publient aux éditions de l'INSERM un rapport conclusif de 826 pages. Une partie du 2e chapitre recense l'ouvrage de Claude Piard paru en 1974 aux éditions Amphora.
Au niveau de sa production relative à la technique et à l’enseignement de la gymnastique, Jean-François Robin le retient parmi quatre auteurs qu'il étudie en tant que « leaders de théories didactiques » relatives à la gymnastique sportive,, c'est-à-dire d'auteurs « ayant proposé des connaissances didactiques, et/ou pédagogiques, et/ou techniques, exploitables par les professeurs d’EPS ». En 2014, dans leur ouvrage À l'école du sport paru chez De Boeck, Michaël Attali et Jean Saint-Martin précisent et soulignent encore la nature originale de cet apport.
Son ouvrage, Éducation physique et sports : petit manuel d'histoire élémentaire publié aux éditions L'Harmattan en 2001 ayant fait l’objet de critiques de la part d’Olivier Chovaux dans la revue STAPS, Claude Piard lui répond point par point dans le numéro suivant de la même revue. Quelques mois plus tard, Olivier Chovaux évoque à nouveau Claude Piard, en notant cette fois que ses « travaux pionniers » des années soixante-dix s'inscrivent, tout comme ceux de Pierre Arnaud, Bertrand During, Jacques Ulmann et Georges Vigarello, dans un contexte « d’intégration puis de reconnaissance universitaire de la filière des STAPS ».
En 2014, les auteurs du numéro spécial de la revue Carrefours de l'éducation clôturent leur étude consacrée à Éducation nationale, jeunesse et sports : territoires en conflits ? par une interview de Claude Piard qualifié de « grand témoin » par ces auteurs.

## Décorations
Claude Piard est :
- Médaille de la jeunesse, des sports et de l'engagement associatif, or (1982)[24] ;
- Chevalier de l'ordre des Palmes académiques (1994)[25] ;

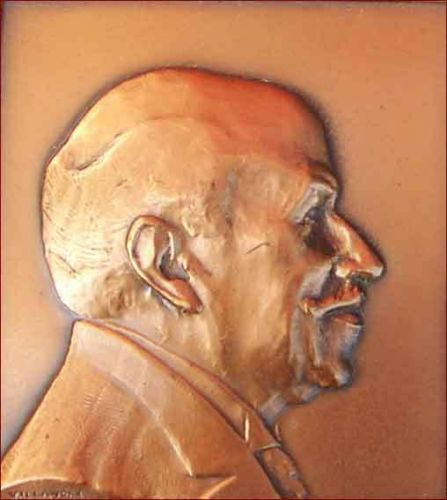
Honneur fédéral vermeil FSCF.

- titulaire de la médaille d'Honneur fédéral vermeil de la FSCF.